# گابریل کافیان
گابریل گراسیمی کافیان (ارمنی: Գաբրիել Գերասիմի Կաֆյան; انگلیسی: Gabriel Gerasimi Kafian; زاده ۱۸۶۰ – درگذشته ۱۹۳۰) یک سیاستمدار و کنشگر اجتماعی اهل ارمنستان بود. وی یکی از بنیانگذاران حزب سوسیال دموکرات هنچاکیان بود. دانشگاه زوریخ را در سال ۱۸۸۳ به پایان رساند و در بین‌الملل دوم شرکت نمود.